# Ezzouhour (Kasserine)
Ezzouhour (àrab: الزهور, az-Zuhūr) és una ciutat de Tunísia a la governació de Kasserine, situada uns 8 km al sud-est de Kasserine, a la zona de muntanya coneguda com Djebel Selloum. La ciutat té uns 3.000 habitants. És capçalera d'una delegació de 20.580 habitants.

## Economia
És una tranquil·la ciutat essencialment agrícola.

## Administració
És el centre de la delegació o mutamadiyya homònima, amb codi geogràfic 42 53 (ISO 3166-2:TN-12), dividida en sis sectors o imades:
- Ezzouhour Est 1 (42 53 51)
- Ezzouhour Est 2 (42 53 52)
- Ezzouhour Ouest 1 (42 53 53)
- Ezzouhour Ouest 2 (42 53 54)
- Ezzouhour Ouest 3 (42 53 55)
- Ezzouhour Ouest 4 (42 53 56)

Al mateix temps, forma una circumscripció o dàïra (codi geogràfic 42 11 13), dins de la municipalitat o baladiyya de Kasserine (42 11).